# Podagrion judas
Podagrion judas är en stekelart som beskrevs av Fernando 1957. Podagrion judas ingår i släktet Podagrion och familjen gallglanssteklar.
Artens utbredningsområde är Sri Lanka. Inga underarter finns listade i Catalogue of Life.